# Pizza Connection
Pour le film de Damiano Damiani, voir Pizza Connection (film).
 (août 2024).
Si vous disposez d'ouvrages ou d'articles de référence ou si vous connaissez des sites web de qualité traitant du thème abordé ici, merci de compléter l'article en donnant les références utiles à sa vérifiabilité et en les liant à la section « Notes et références ».
La Pizza Connection (Italian Connection) est une organisation de trafic d'héroïne qui succède à la French Connection de 1974 à 1985.

## Organisation
Gaetano Badalamenti, de la famille de Cinisi, est à l'origine d'une filière d'exportation d'héroïne, qui se fait connaître plus tard sous le nom de Pizza Connection, au début des années 1970. Ses principaux chefs sont Toni Malone, Gaetano Badalamenti, Santo Trafficante Junior, Paolo Cuntrera, Salvatore Caruana, Stefano Bontate et Michele Greco. Son nom trouve son origine dans le fait que la drogue est revendue aux États-Unis, notamment à New York, grâce à des pizzerias tenus par des émigrés siciliens. Le réseau s'appuie sur deux familles de Palerme qui achètent massivement de l'héroïne au trafiquant turc Musululu, avant de l'exporter vers les États-Unis et de la distribuer sur place, à l'insu des familles italo-américaines. La principale enseigne concernée est la chaîne de pizzerias « Al Dentes », à Forest Hills, dans le Queens, toujours ouverte mais possédée par de nouveaux propriétaires. 
La valeur nette des quantités de drogue passées illégalement aux États-Unis entre 1975 et 1984 est estimée à 1,6 milliard de dollars. 
Un grand nombre de trafiquants-clés du trafic sont arrêtés à Palerme en possession de grosses quantités d'argent en liquide. Ceci entraîne une importante coopération entre le Federal Bureau of Investigation (FBI), la police de New York et les autorités italiennes. 
Vers le milieu des années 1970, le démantèlement progressif des réseaux de la French Connection facilite la montée en puissance des familles de Cosa nostra dans le trafic international d'héroïne. En 1978, la mafia abandonne provisoirement la contrebande de cigarettes en raison de la grande attention portée à ce trafic par les douanes italiennes. Cette décision accélère la reconversion des filières de contrebande vers le trafic de stupéfiants. Tommaso Spadaro, Nunzio La Mattina et Pino Savoca deviennent les fournisseurs incontournables en morphine-base des différentes familles mafieuses siciliennes tandis que les laboratoires de transformation d'héroïne s'installent dans un triangle constitué des communes de Bagheria, Casteldaccia et Villabate.
La Pizza Connection marque une étape importante dans les méthodes de blanchiment et de transfert de liquidités. Des familles de la Sicile occidentale, considérées jusque-là comme mineures, s'imposent progressivement au sein de Cosa nostra grâce aux filières de la Pizza Connection.
Certains bandits corses de la French Connection comme Paul Mondoloni se seraient également impliqués dans la Pizza Connection.

## Procès
La Pizza Connection est démantelée à la suite d'un énorme procès, le plus long enregistré par le district de Manhattan, qui dure du 24 octobre 1985 au 2 mars 1987. À la suite du témoignage du pentito (repenti) Tommaso Buscetta, les principaux chefs de l'organisation écopent de lourdes peines de prison.